# Henry Garnet
Henry Garnet (n. iulie 1555, Heanor, Anglia, Regatul Unit – d. 3 mai 1606, Londra, Regatul Angliei), uneori Henry Garnett, a fost un preot iezuit englez executat pentru complicitate la complotul prafului de pușcă din 1605. Născut în Heanor, Derbyshire, a fost educat la Nottingham și apoi la Winchester College înainte de a se muta la Londra în 1571 ca să lucreze la o editură. Acolo și-a declarat interesul pentru studiile de drept, iar în 1575, a călătorit pe continent și a intrat în Societatea lui Isus. A fost hirotonit la Roma în preajma lui 1582.
În 1586 Garnet s-a întors în Anglia ca parte a misiunii iezuite, succedându-i curând părintelui William Weston⁠(d) ca superior⁠(d) iezuit, în urma capturării acestuia de către autoritățile engleze. Garnet a înființat o tiparniță secretă, care a ținut până la sfârșitul anului 1588, iar în 1594 a intervenit în Agitațiile din Wisbech⁠(d), o dispută între clerul diecezan și clerul mănăstiresc. El prefera o abordare pasivă a problemelor cu care se confruntau catolicii în Anglia, aprobând dezvăluirea de către preoții catolici a existenței complotului lateral⁠(d) din 1603 și îndemnându-i pe catolicii englezi să nu intre în rebeliune violentă. 
În vara lui 1605 Garnet s-a întâlnit cu Robert Catesby, un zelot religios care, fără știrea lui, plănuia să-l omoare pe regele protestant Iacob I. Existența complotului prafului de pușcă al lui Catesby i-a fost dezvăluită de părintele Oswald Tesimond⁠(d) la 24 iulie/3 august 1605, dar, întrucât informațiile au fost primite sub pecetea confesionalului⁠(d), el a considerat că dreptul canonic îl împiedică să vorbească. În schimb, fără să spună nimănui despre ce punea la cale Catesby, el le-a scris superiorilor săi din Roma, îndemnându-i să-i avertizeze pe catolicii englezi împotriva utilizării forței. 
Atunci când complotul a eșuat, Garnet s-a ascuns, dar a fost în cele din urmă arestat la 27 ianuarie/6 februarie 1606. El a fost dus la Londra și interogat de Consiliul de Coroană, printre ai cărui membri se numărau John Popham, Edward Coke⁠(d) și Robert Cecil, primul conte de Salisbury⁠(d). Încarcerat în Turnul Londrei, conversațiile lui cu deținutul Edward Oldcorne⁠(d) au fost ascultate, iar scrisorile sale către prieteni precum Anne Vaux⁠(d) au fost interceptate. Vinovăția sa, anunțată la sfârșitul procesului său în 28 martie/7 aprilie 1606, era dinainte stabilită. Criticat pentru folosirea echivocării⁠(d), pe care Coke a numit-o „minciună sfruntată și jurământ strâmb” și atacat pentru că nu a avertizat autoritățile despre ceea ce plănuia Catesby, a fost condamnat să fie spânzurat, tăiat și sfârtecat. A fost executat la 3 mai 1606. 

## Tinerețea
Henry Garnet (sau Garnett) s-a născut în preajma lunii iulie 1555 la Heanor în Derbyshire, fiul lui Brian Garnet (sau Garnett) și Alice (născută Jay). El a avut cel puțin cinci frați: doi frați, Richard și John și trei surori, Margaret, Eleanor și Anne, toate devenind călugărițe la Louvain⁠(d). Henry a studiat la liceul din Nottingham⁠(d) unde, din 1565, tatăl său era director. După alegerea sa ca bursier la 27 august/6 septembrie 1657, în 1568 a intrat la Winchester College⁠(d), unde se pare că a excelat.  Dragostea lui pentru muzică și vocea „rară și încântătoare” erau completate de o abilitate de a cânta melodii fără pregătire, și ar fi fost priceput și cu lăuta. Părintele Thomas Stanney scria că Garnet a fost „principalul savant al Winchester College, foarte priceput în muzică și în joc la instrumente, foarte modest în înfățișarea sa și în toate acțiunile sale, atât de mult încât profesorii și pedagogii i-au oferit o prietenie foarte mare, să fie pus prin strădaniilel or în New College, Oxford." 

## Roma

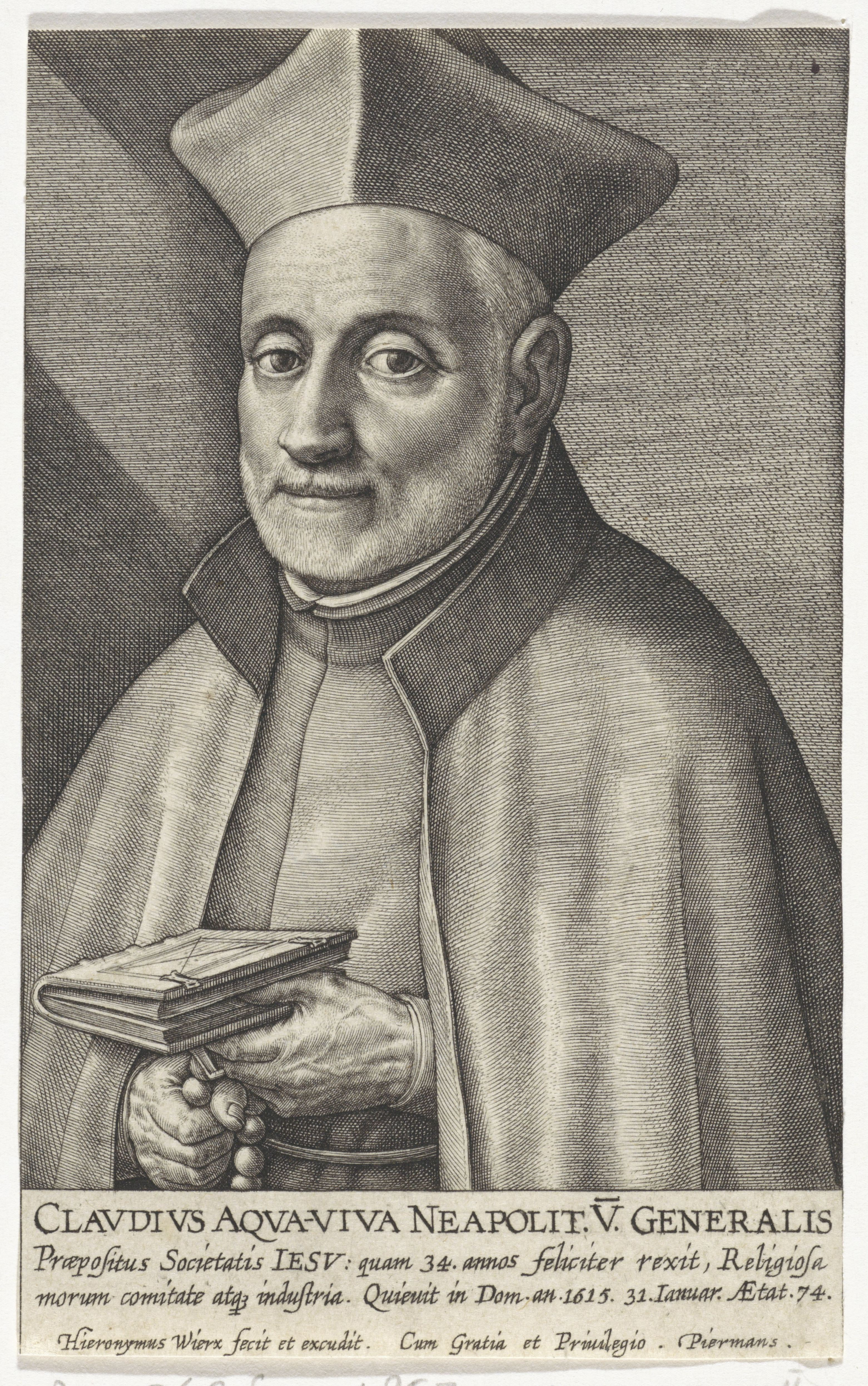
Superiorul lui Garnet la Roma,

Garnet nu a intrat la New College⁠(d); în schimb, spre sfârșitul lui 1571, a plecat din Winchester la Londra. Acolo a lucrat pentru un publicist de drept, Richard Tottell⁠(d), ca corector și cap limpede. De multe ori a luat masa cu Sir John Popham⁠(d), care, în calitate de Lord Chief Justice⁠(d), avea să prezideze procesul complotiștilor prafului de pușcă, oameni a căror asociere cu Garnet avea să se dovedească în cele din urmă atât de fatidică. Deși Garnet i-a mărturisit lui Popham interesul pentru studiile juridice, în 1575 a plecat pe mare în Portugalia cu Giles Gallop, pentru a intra în Societatea lui Isus. 
Cei doi au călătorit la Roma, și la 11 septembrie 1575 au fost primiți în biserică la Sant'Andrea della Valle⁠(d). Garnet a studiat cu părintele teolog Robert Bellarmine. Doi dintre profesorii săi, Cristofor Clavius și Robert Bellarmine, i-au lăudat aptitudinile. A fost hirotonit cândva în jurul anului 1582 și a rămas la Roma ca profesor de ebraică, ținând prelegeri și despre metafizică și matematică. El a fost și confesor englez la Sf. Petru, dar în mai 1584, cariera sa academică a fost redusă după ce, poate ca urmare a unei petiții a superiorului⁠(d) iezuit pentru Anglia William Weston⁠(d), părintele Robert Persons a cerut ca el să fie trimis în Anglia. Superiorul general⁠(d) Claudio Acquaviva⁠(d), care îl considera pe Garnet succesorul său, a refuzat această solicitare. El credea că Garnet este mai potrivit pentru „viața liniștită” decât pentru cea care îl aștepta în Anglia, dar la 2 mai 1586 a acceptat și i-a permis să plece. Numit superior pe durata călătoriei, Garnet a călătorit cu Robert Southwell⁠(d), plecând spre Calais la 8 mai. El a debarcat lângă Folkestone la începutul lunii iulie 1586.

## Anglia
După ce l-au întâlnit pe superiorul iezuit pentru Anglia William Weston⁠(d) la un han londonez, Garnet, Southwell și Weston au călătorit la Harlesford, în apropiere de Marlow, Buckinghamshire. Petrecând puțin peste o săptămână la casa lui Richard Bold, eu au ținut rugăciuni și liturghii și au primit spovedanii. Ei au discutat despre misiunea lor în Anglia, hotărând să se întâlnească în fiecare an în februarie și august (date schimbate ulterior în Paște și toamnă). Weston le-a oferit celor doi și detalii despre casele catolice care i-ar putea adăposti.

Acquaviva dăduse instrucțiuni ca, dacă i s-ar întâmpla ceva lui Weston, Garnet să-i urmeze în funcția de superior⁠(d) în Anglia, ceea ce a și făcut la doar câteva zile după ce a plecat din Harlesford, când Weston a fost capturat pe drum spre Londra. Acquaviva îi dăduse lui Garnet și permisiunea să tipărească literatură pro-catolică, astfel că la începutul anului următor el s-a întâlnit cu Southwell la Londra să discute despre înființarea unei tiparnițe secrete, care se afla probabil undeva pe lângă un fost spital augustinian⁠(d) de lângă Spitalfields⁠(d). Ea a funcționat până spre sfârșitul lui 1588 și a tipărit A Consolatory Letter to All the Afflicted Catholikes in England, cu autor necunoscut, și An Epistle of Comfort, de Southwell. De la fereastra unui prieten din Ludgate Hill⁠(d), Garnet a observat în noiembrie 1588 procesiunea unei slujbe de mulțumire la vechea catedrală Sf. Paul⁠(d), celebrând eșecul invaziei spaniole. Acțiunile Spaniei i-au dat lui Garnet motive de îngrijorare, „căci când credeam că luaseră sfârșit toate nenorocirile de pe urma cărora suntem aproape dărâmați de tot, nădejdile ni s-au prefăcut deodată în necaz, și acum cu efort îndoit stăpânitorii ne pun poveri în spate”. Oamenii aveau dreptul să privească de la fereastră doar dacă loialitatea față de regina Elisabeta I era garantată de proprietarul casei. Într-o scrisoare adresată lui Acquaviva, Garnet scria că mulți dintre susținătorii săi credeau că era mai îngrijorat pentru regină decât erau pastorii ei calvini. În lumina distrugerii Armadei, el a scris și generalului să-i ceară sfaturi pe marginea conținutului unei propuneri de jurământ care să permită romano-catolicilor să jure credință reginei. Versiunea guvernului îi oblica pe catolici să denunțe autoritatea Papei asupra Elisabetei, în vreme ce versiunea catolică propunea ca ei să recunoască autoritatea reginei și să „dorească cu orice efort să împiedice și să lupte până la moarte cu toți cei care în orice fel vor pune în pericol viața Înălțimii Sale”. Consiliul de Coroană a respins-o pe aceasta din urmă.

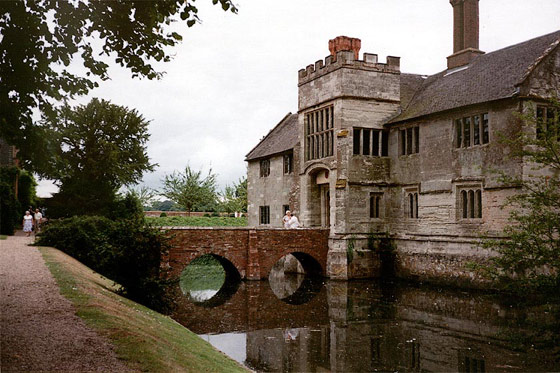
În 1591, Garnet a fost aproape prins la

Primii ani ai lui Garnet în Anglia au fost petrecuți în întâlniri cu preoții noi din Londra, inclusiv John Gerard⁠(d) și Edward Oldcorne⁠(d). Iezuiții fuseseră izgoniți din Anglia din 1585, și dacă erau descoperiți riscau să fie acuzați de înaltă trădare. Evitarea urmăritorilor era deci o problemă recurentă, iar Garnet era să fie prins de câteva ori. Ca urmare a unei întâlniri aproape dezastruoase la Baddesley Clinton⁠(d) în 1591, când el și mulți alții era să fie prinși împreună în timp ce își reînnoiau jurămintele, a reorganizat misiunea în unsprezece grupuri mai mici, fiecare primind două săptămâni pe an. După capturarea lui Southwell în iunie 1592, și percheziționarea casei închiriate de Anne Vaux⁠(d) și Eleanor Brooksby⁠(d) din Warwickshire, el i-a scris lui Acquaviva să-i ceară un asistent care să-i poată urma în funcția de superior. I-a fost trimis Henry Walpole⁠(d), dar a fost capturat la sosire în decembrie 1593, și executat la York în aprilie 1595. Garnet credea că este de datoria lui să observe (deghizat) execuțiile preoților săi, pentru a le da în secret maslul, și ar fi putut fi prezent și la execuția lui Southwell la Tyburn în 1595. Moartea acestuia din urmă a fost o mare lovitură pentru Garnet, care avea să scrie despre „intolerabila povară a singurătății” pe care o purta în Anglia.
În noiembrie 1593 Garnet a călătorit la castelul Wisbech⁠(d), ruinat și deteriorat, rechiziționat de guvern în 1579 pentru încarcerarea preoților catolici. William Weston era deținut acolo. Locuitorii castelului erau susținuți de pomeni⁠(d) de la catolici și trăiau o viață relativ comodă; Garnet a complimentat castelul Wisbech, numindu-l „colegiu de venerabili confesori”. În anul următor a mediat o dispută între clerul secular⁠(d) și cel regulat⁠(d) (ultimul reprezentat de iezuiți), cunoscută sub numele de agitațiile de la Wisbech⁠(d). Disputa a fost rezolvată până la sfârșitul anului, dar Garnet a rămas îngrijorat că relatări despre discordiile din Colegiul Englez din Roma⁠(d), administrat de iezuiți, tensiunile între unii exilați catolici englezi din Bruxelles ar putea submina eforturile lui de stabilizare a situației.

## Complotul prafului de pușcă

### Relația cu Catesby
Garnet a petrecut o mare parte din 1604 în mișcare, deși există puține detalii despre călătoriile sale. De Paște, el ar fi ținut o liturghie la Twigmoor Hall, casa lui John Wright⁠(d). În noiembrie era cu Anne Vaux⁠(d) (cu a cărei familie a făcut cunoștință în vara anului 1586) la White Webbs lângă Enfield, reînnoind jurămintele date de Intrarea în Biserică a Maicii Domnului. La 9/19 iunie 1605, urma să fie găsit într-o cameră de pe strada Thames din Londra, cu Robert Catesby. În mijlocul a ceea ce Garnet avea să spună mai târziu că era o conversație aparent întâmplătoare, Catesby l-a întrebat pe preot despre moralitatea „uciderii nevinovaților”. Garnet a răspuns conform teologiei catolice, că de multe ori, în timpul războiului, și nevinovații au fost uciși alături de inamic. Potrivit Antoniei Fraser⁠(d), este posibil ca Garnet să fi crezut că întrebarea lui Catesby avea de a face cu faptul că acesta, probabil, dorea să strângă un regiment în Flandra.
Garnet nu semăna deloc la fire cu Catesby, despre care Fraser spunea că are mentalitatea „cruciatului care nu ezită să folosească sabia pentru cauza valorilor pe care le consideră spirituale”. Catesby a fost descris ca „mult prea înglodat în datorii și abia putând să subziste”. Dimpotrivă, Garnet credea că „lucrurile se lămuresc cel mai bine prin supunerea la voința Domnului”. S-a bucurat de accederea regelui Iacob la tronul Angliei, și spera că nu va fi niciun amestec străin. Despre complotul lateral⁠(d), din 1603, dezvăluit (cu binecuvântarea lui) Consiliului de Coroană de către doi preoți catolici, el scria că a fost „o nebunie nerușinată, căci știm că pe căi pașnice Sfinția Sa și ceilalți prinți sunt gata să ne ajute.” L-a îndemnat pe papa Clement al VIII-lea să-i instruiască pe toți catolicii englezi să nu intre în rebeliune violentă, „quiete et pacifice”. Mesajul a fost repetat de arhipărintele⁠(d) George Blackwell, care le-a cerut preoților lui să nu încerce niciodată așa ceva, dar s-a dovedit controversat; la începutul verii lui 1605 Garnet a transmis Romei că catolicii englezi ajunseseră la „un nivel de disperare”.
Cei doi s-au întâlnit din nou în iulie la Fremland în Essex. Garnet i-a spus lui Catesby că dorește ca el „să vadă ce face dacă vrea ceva. Că mai întâi trebuie să se îngrijească de cât de legiuită e fapta însăși, și apoi să nu uite să-i cruțe pe nevinovați, prieteni și oameni necesari Comunității”. Când Catesby s-a oferit să-i spună preotului mai multe, Garnet a refuzat: „i-am spus ce povară a tăcerii avem toți și să ceară așa ceva și de la alții." Garnet a vorbit și cu William Parker, al IV-lea baron Monteagle, întrebându-l „dacă catolicii ar putea să-și facă dreptate cu armele împotriva regelui”, but răspunsul lui Monteagle a fost vag. Autorul Alan Haynes sugerează că Garnet ar fi ajuns să fie marginalizat în acel moment.

### Pecetea confesionalului
Ulterior, Garnet a afirmat că a ignorat planurile lui Catesby până pe 24 iulie, când a fost abordat de părintele Oswald Tesimond⁠(d). „Om inteligent și grijuliu”, Tesimond și-a dorit sfatul superiorului său, întrucât Catesby îi spusese recent despre planul lui. Deoarece Garnet considera informațiile lui Tesimond ca fiind transmise sub pecetea confesionalului⁠(d), el a afirmat ulterior că a simțit că nu poate să avertizeze pe nimeni despre planul lui Catesby. Potrivit propriei sale relatări, cei doi au avut o a treia întâlnire în jurul datei de 24 iulie. El i-a citit lui Catesby o scrisoare pe care a primit-o de la Persons, îndemnându-l să vorbească cu Papa înainte de a încerca orice schemă, dar, temându-se să nu fie descoperit, Catesby a refuzat. Așa că Garnet i-a scris lui Aquaviva, afirmând că a împiedicat mai multe focare de violență și mărturisindu-i bănuiala sa că există „riscul ca un efort personal să comită trădare sau să folosească forța împotriva regelui”. Așa cum făcuse în urma eșecului complotului lateral, el l-a îndemnat pe papă să avertizeze public împotriva utilizării forței, încercând să ascundă ce știa despre complot, și sugerând că avertismentul să fie îndreptat către recuzanții din Țara Galilor. El i-a trimis și lui Sir Edmund Baynham același mesaj, iar când Parlamentul a fost prorogat la 28 iulie, Garnet era mulțumit că pericolul a fost îndepărtat. 
La 24 august, el a fost la White Webbs lângă Enfield, cu Anne Vaux, sora ei, Eleanor Brooksby⁠(d), nepotul ei William Brooksby și soția acestuia, Dorothy. Câteva zile mai târziu, grupul a pornit într-un pelerinaj la Fântâna Sf. Winefride⁠(d) de la Holywell⁠(d) în Țara Galilor. Au călătorit la casa lui John Grant⁠(d) la Norbrook⁠(d), apoi la Huddington Court⁠(d) lângă Worcester, prin Shrewsbury, ajungând în final în Țara Galilor. Circa 30 de oameni au făcut călătoria spre vest, inclusiv Everard Digby⁠(d) și soția sa, cu capelanul lor secret Edward Oldcorne⁠(d), și Nicholas Owen⁠(d). La întoarcerea din Țara Galilor, Garnet a mers cu Anne Vaux la Rushton Hall⁠(d), acasă la recent decedatul Thomas Tresham⁠(d) (tatăl lui Francis Tresham⁠(d)). De acolo au călătorit până la casa lui Digby, la casa Gayhurst⁠(d) din Buckinghamshire. Vaux a intrat la bănuieli după ce a văzut cât de mulți cai erau strânși în casele prietenilor și ai familiei ei și i-a mărturisit lui Garnet frica ei că „capetele acestea sălbatice aveau ceva în mână”. Ea i-a cerut să vorbească cu Catesby, dar Garnet a asigurat-o că Catesby de fapt încearcă să meargă la luptă în Flandra. Garnet a scris o scrisoare de recomandare pentru Catesby în acest scop. Când, în octombrie, Vaux a ridicat problema încă o dată, afirmând că mai multe femei au întrebat-o unde ar trebui să se retragă „odată ce a fost trecut greul de la începutul Parlamentului”, Garnet a menționat din nou Flandra, deși Fraser sugerează că întrebările puse de Vaux i-ar fi produs o preocupare profundă.

### Arestarea și încarcerarea

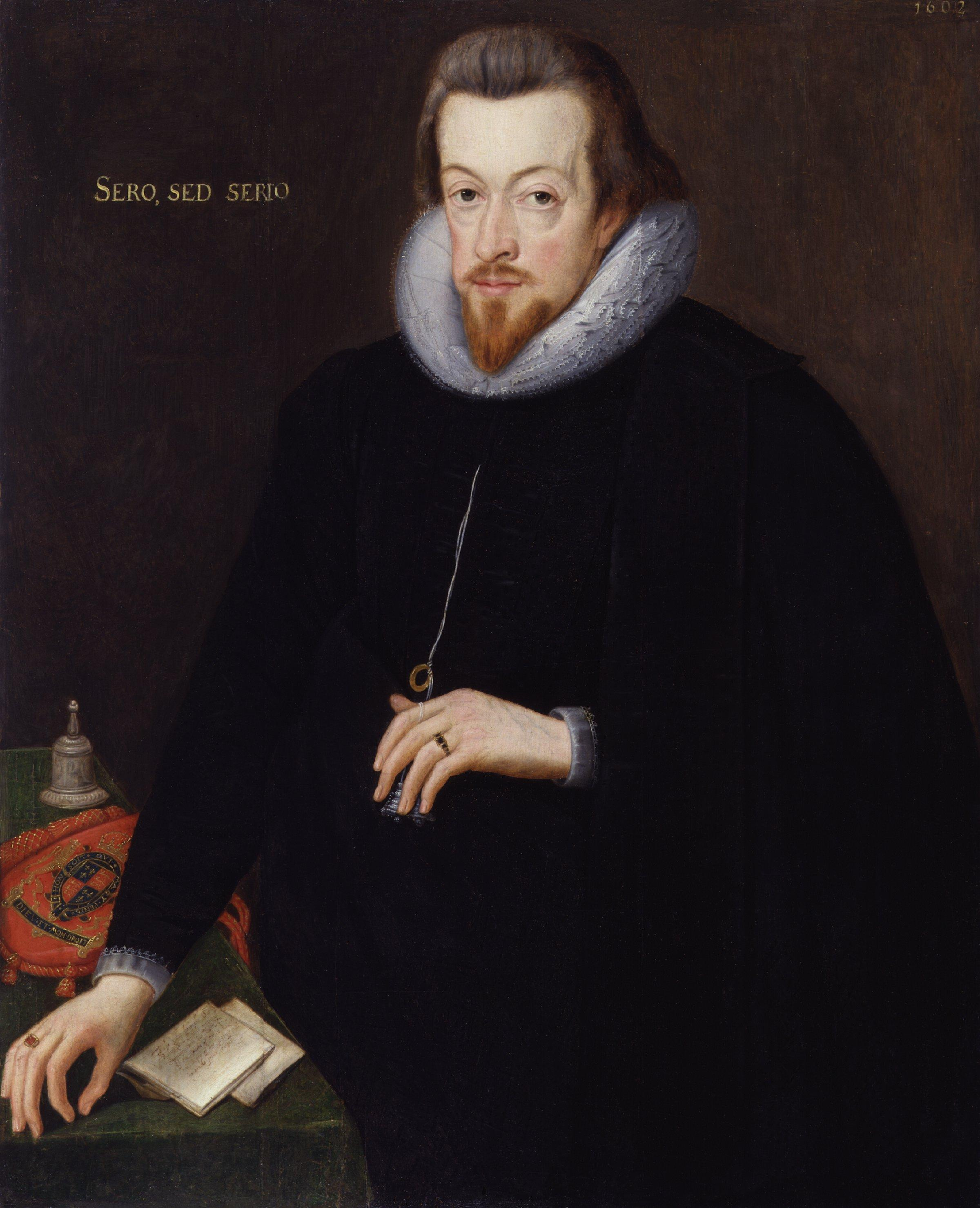
, a făcut parte din Consiliul de Coroană care l-a interogat pe Garnet.

Garnet era la Coughton Court⁠(d) pe 6 noiembrie, când Thomas Bates⁠(d) a adus vestea eșecului complotului. Catesby dorea ca el să ajute să ridice sprijin în Țara Galilor, unde se credea că este mai probabil să găsească susținere pentru catolici, dar Garnet a fost îngrozit. Într-o scrisoare către Catesby și Digby, el i-a îndemnat să-și abandoneze „faptele nelegiuite” și să urmeze sfaturile papei. El a petrecut mai multe săptămâni fugind, dar a fost arestat în cele din urmă la 27 ianuarie/6 februarie 1606, la Hindlip Hall⁠(d). Acolo, timp de opt zile, el și părintele Edward Oldcorne⁠(d) (ulterior beatificat ca Fericitul Edward Oldcorne) s-au ascuns într-un spațiu mic, înghesuit, neputând nici să se ridice sau să-și întindă picioarele. Aceștia erau hrăniți de protectorii lor printr-un pai de băut ascuns în structura clădirii, dar fără nicio latrină sau scurgere au fost în cele din urmă forțați de „obiceiuri ale naturii care trebuie neapărat să fie făcute” să iasă din ascunzătoare și au fost imediat capturați.  Au fost duși mai întâi la castelul Holt⁠(d) din Worcestershire și câteva zile mai târziu la Londra. Garnet era încă slăbit după calvarul său și, prin urmare, Salisbury a ordonat să i se dea un cal bun; proviziile sale au fost plătite de rege. Grupul a fost însoțit de un pastor puritan care „pălăvrăgea fără întrerupere”, dar răspunsurile lui Garnet au rămas erudite, scurte și clare — spre marea dezamăgire a pastorului. La sosirea sa la Londra, el a fost dus la închisoarea Gatehouse⁠(d) din Westminster, unde erau deținuți numeroși catolici, inclusiv nepotul său, părintele Thomas Garnet⁠(d).
Garnet a apărut pentru prima oară în fața Consiliului de Coroană la 13/23 februarie 1606. Erau prezenți John Popham⁠(d), Edward Coke⁠(d), Sir William Waad⁠(d), și conții de Worcester⁠(d), Northampton⁠(d), Nottingham⁠(d) și Salisbury⁠(d). La suprafață, ei l-au tratat cu respect, scoțându-și pălăriile și adresându-i-se cu „Mr Garnet”, deși i-au ironizat relația cu Anne Vaux, susținând că era iubitul ei, nu duhovnic. În timpul interogatoriului, a recunoscut unele din mișcările sale, și că primise scrisoarea lui Catesby la 6 noiembrie, dar a negat că ar fi fost implicat în complot, ai cărui membri nu i-a numit. Garnet era convins că cei care îl reținuseră erau interesați doar de planul eșuat și credea că poate să-și dovedească nevinovăția, dar consilierii l-au întrebat și despre doctrina echivocării⁠(d). Propriul său tratat pe această temă, una dintre „cărțile eretice, trădătoare și damnabile” găsite în posesia lui Francis Tresham, a fost pus pe masa de consiliu în fața lui. Deși condamna minciuna, tratatul lui Garnet susținea noțiunea că, atunci când este întrebat, de exemplu, despre prezența unui preot catolic în casa sa, un catolic ar putea răspunde „nu” „cu conștiința împăcată” dacă are un „înțeles secret rezervat în mintea sa”. Ocaziile cu care un catolic ar putea folosi legitim echivocarea, considera el, erau limitate, dar astfel de răspunsuri puteau fi luate ca exemplu de nesinceritate sau de viclenie—mai ales de sfatul regelui, care nu ar fi vrut să vadă cum Garnet își demonstrează nevinovăția. Viziunea Consiliului despre echivocare era foarte diferită de a lui Garnet. În ochii lor, aceasta era doar minciună ordinară.
A doua zi, Garnet a fost mutat la Turnul Londrei, în ceea ce el a descris drept „o cameră foarte bună”. I s-a servit vin de Bordeaux la masă, deși a durat ceva timp până a obținut lenjerie de pat și cărbune pentru șemineu. El a susținut că locotenentul Turnului William Waad l-a tratat bine, deși pe tema religiei discursurile acestuia deveniseră „violente și neputincioase”.
Recenta interogare a lui Garnet a fost doar prima din multe. În general, răspunsurile lui erau bine gândite și dau dovada unei rezistențe pasive la interogatori; folosirea cadrului de tortură⁠(d) era o posibilitate, la care el a răspuns prin „Minare ista pueris [Amenințările sunt pentru copii]”. Informațiile pe care le-a oferit au fost doar de interes limitat. Temnicerul lui, un om pe nume Carey, era angajat de Waad să obțină încrederea preotului, oferindu-i să transmită scrisori către nepotul lui în Închisoarea Gatehouse. Carey l-a pus apoi pe Garnet într-o celulă cu o gaură prin care putea vorbi cu Oldcorne, din celula vecină. Dintr-un „loc anume pregătit”, doi ascultători puteau afla deci detalii din conversațiile celor doi preoți. Comunicațiile lor erau în principal nevinovate, dar recunoașterea de către Garnet că o dată ar fi băut prea mult vin a fost ulterior folosită împotriva lui, împreună cu alte dovezi incriminante consemnate în timpul șederii lor acolo. Comunicațiile cu nepotul său, și cu Anne Vaux, au fost și ele interceptate. Cele mai multe din aceste scrisori au ajuns la destinatar, dar nu înainte de a fi fost citite mai întâi de către Waad, care l-a informat și pe Salisbury. Deși Garnet i-a spus lui Vaux că dovezile Consiliului constituie doar niște „presupuneri”, insuficiente pentru un proces de stat, la începutul lui martie, el a mărturisit, probabil în urma torturilor. Vaux a fost și ea arestată și interogată de două ori, chiar când lui Garnet i se puneau noi întrebări de către Consiliu și rege, ultimul fiind interesat de părerea lui pe subiecte teologice.
Deși a susținut că l-a îngrozit planul lui Catesby, declarația sa, prin care a recunoscut că a tratat „foarte rezervat pe Domniile voastre în cazul recentei acțiuni cu praful de pușcă”, a dat guvernului dovada că avea cunoștințe prealabile despre complot și, în opinia lor, că el este vinovat de tăinuire a trădării⁠(d).

### Procesul

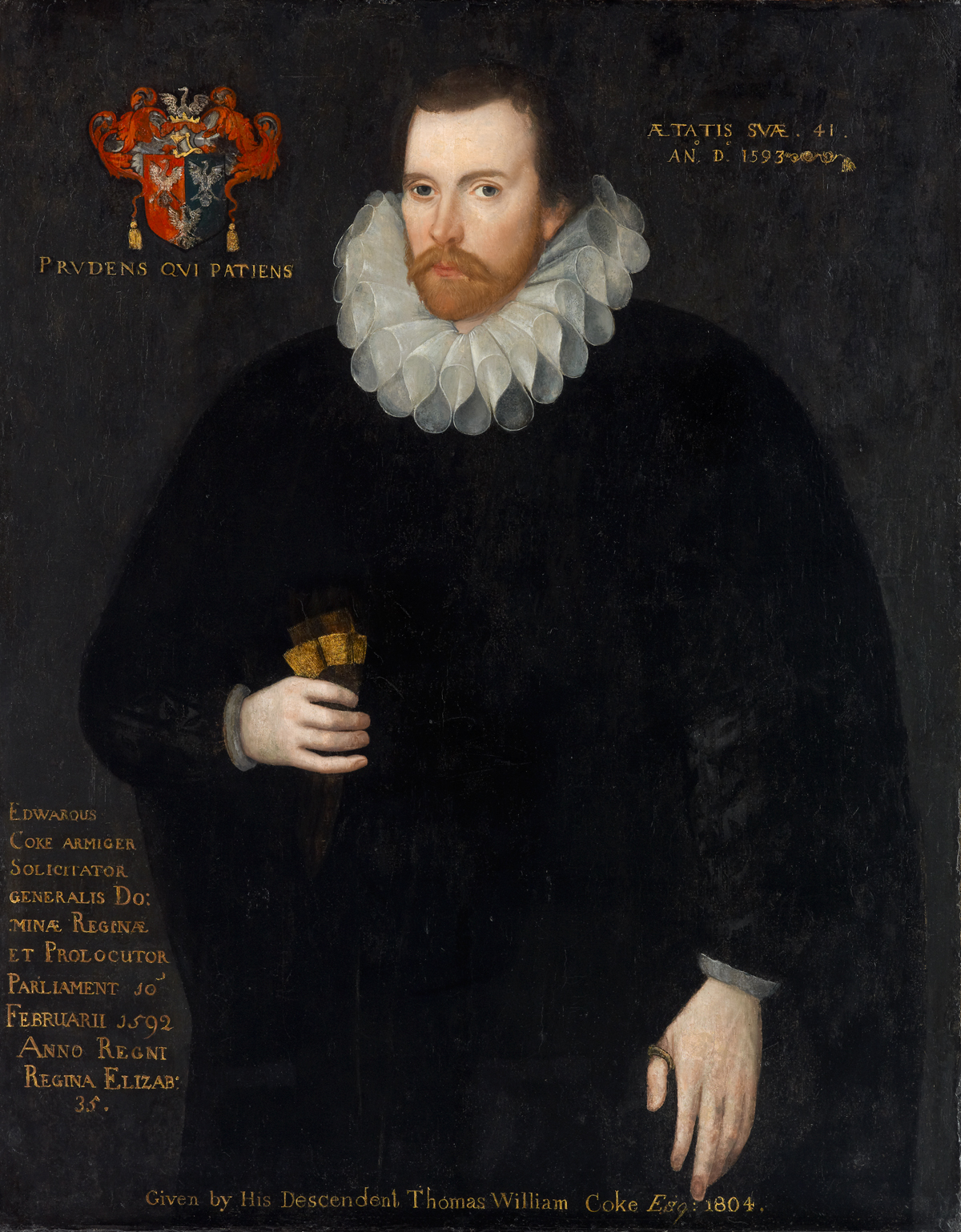
Sir l-a acuzat pe Garnet de implicare în fiecare trădare din 1586 până atunci.

Procesul lui Garnet a avut loc vineri, 28 martie/7 aprilie 1606. El a fost dus la Guildhall într-o caleașcă închisă; o metodă neobișnuită, având în vedere că prizonierii erau de obicei duși pe jos la proces, deși autoritățile ar fi putut avea o oarecare îngrijorare cu privire la sprijinul mulțimii. Procesul a început în jurul orei 9:30 și a durat toata ziua. Au fost prezenți regele Iacob (ascuns privirii publicului) și mai mulți curteni, printre care Lady Arbella Stuart⁠(d) și Catherine Howard, contesă de Suffolk⁠(d). Garnet a fost prezentat cu diversele sale porecle, între care „Whalley, altfel Darcy, altfel Roberts, altfel Farmer, altfel Philips”. El a fost acuzat că a conspirat cu Catesby, la 9/19 iunie 1605, pentru a-i ucide pe rege, pe fiul său și pentru a „modifica și subverti guvernul Regatului și adevărata închinare la Dumnezeu stabilită în Anglia”. El a fost acuzat și că ar fi conspirat cu alți câțiva pentru a arunca în aer Camera Lorzilor cu praf de pușcă. El a pledat „nevinovat”.
Vorbind în numele guvernului, Edward Coke⁠(d) l-a acuzat de implicare în toate trădările începând din 1586, anul când s-a întors în Anglia, și până atunci. Potrivit lui Coke, superiorul provincial a fost implicat în comploturile principal⁠(d) și lateral⁠(d) din 1603. El îl trimisese pe Edmund Baynham la Roma să obțină aprobarea papală pentru complotul din 1605, și când se afla la Coughton în noiembrie, se rugase pentru „reușita măreței făptuiri”. Coke l-a făcut pe Garnet „doctor al celor cinci D, anume: disimulare, detronarea prinților, destrămarea regatelor, deturnarea supușilor, și distrugere”. Presupusa relație necorespunzătoare cu Anne Vaux a fost menționată, dar cel mai rău i-a făcut aderarea la doctrina echivocării. Scrisoarea de pe patul de moarte a lui Francis Tresham⁠(d), în care susținea că Garnet nu jucase niciun rol în așa-numita Trădare Spaniolă, a fost citită cu voce tare. Tresham a susținut că nu-l văzuse pe Garnet „decât cu cincisprezece sau șaisprezece ani înainte”, deși guvernul avea dovezi că cei doi se întâlniseră mai recent. Garnet nu văzuse scrisoarea și nu știa că ea face referire la evenimente dinainte de 1602, nu la cele din 1605. El nu a putut-o explica, decât spunând „poate, my Lord, că a echivocat”.
Au fost citite în instanță afirmații privind comploturile încurajate de iezuiți împotriva reginei Elisabeta, precum și unele confesiuni ale complotiștilor. Garnet a apărat folosirea echivocării prin propriul său tratat despre această doctrină. El negase conversația cu Oldcorne, deoarece era un secret, dar a spus că, în chestiuni de credință, echivocarea nu ar putea fi niciodată legală. Când a fost întrebat de Salisbury ce va face dacă papa l-ar fi excomunicat pe regele Iacob, el „a refuzat să răspundă”. Apărarea echivocării i-a displăcut mult lui Coke, care a numit-o „minciună sfruntată și jurământ strâmb”. În ceea ce privește spovedania lui Tesimond, asasinatul planificat nu s-a întâmplat la acel moment și astfel Salisbury a spus că Garnet ar fi putut ușor să alerteze guvernul. Salisbury a atacat ideea că informarea s-ar fi făcut sub pecetea confesionalului și a pretins oricum că Garnet ar fi putut avertiza autoritățile după conversația sa obișnuită cu Catesby despre moartea nevinovaților; preotul a răspuns spunând că la vremea respectivă nu a înțeles relevanța întrebărilor lui Catesby. Contele de Northampton a spus, în latină, „quod non-prohibit cum potest, jubet” (ceea ce nu se interzice când se poate, se poruncește). Apărarea lui Garnet, cum că el îi interzisese lui Catesby să continue, a fost zadarnică.
Juriul a deliberat cincisprezece minute înainte de a decide că Garnet este vinovat de trădare. El a fost condamnat să fie spânzurat, târât și sfârtecat.

### Execuția
În ziua de după proces, Garnet a făcut o nouă afirmație, prin care spera să-și clarifice relațiile cu Tresham. El i-a scris regelui, reiterându-și poziția despre violența împotriva unui monarh de drept. Când guvernul a mințit și i-a spus că îl capturase pe Tesimond, el a scris o scrisoare de scuze preotului cu privire la natura conversației lor în anul precedent. De asemenea, el a scris o scrisoare finală către Anne Vaux, la 21 aprilie, povestindu-i nenorocirile pe care le pățise în ultimele luni.
După aproximativ trei luni petrecute în Turn, sâmbătă, 3/13 mai 1606, Garnet a fost legat de un obstacol din lemn și tras de trei cai în curtea bisericii Sfântul Paul⁠(d). Purta o mantie neagră peste haine și pălărie și și-a petrecut cea mai mare parte a drumului cu mâinile împreunate și cu ochii închiși. Au fost prezenți șeriful Londrei⁠(d), Sir Henry Montague⁠(d), George Abbot⁠(d) și John Overal⁠(d). Întrebat dacă are cunoștință de alte trădări, Garnet a răspuns că nu are nimic de spus. El a respins orice cerere de a-și abandona credința pentru protestantism și a spus că nu a comis nicio infracțiune împotriva regelui. Singurul lucru pentru care a crezut că ar putea fi condamnat a fost că a respectat termenii confesionalului și, dacă prin această acțiune, a jignit regele sau statul, a cerut iertare. Înregistratorul a anunțat că aceasta este o recunoaștere a vinovăției, dar Garnet și-a reiterat pledoaria de nevinovăție și a continuat să susțină acest punct.
Garnet a arătat că data execuției lui, 3 mai, este Ziua Crucii, și și-a reafirmat nevinovăția. El a apărat-o pe Anne Vaux împotriva afirmațiilor cum că relația lor nu ar fi fost una corespunzătoare. Apoi s-a rugat la piciorul scării, s-a dezbrăcat în cămașa sa lungă și cusută jos, „pentru ca vântul să nu o ridice”, și a urcat pe scară. A ignorat un pastor protestant care a venit spre el, răspunzând că a vrut mereu să moară catolic adevărat. Episcopul Overal a protestat că „suntem cu toții catolici”, deși Garnet nu a fost de acord. Și-a spus din nou rugăciunile, după care a fost aruncat de pe scară. Înainte ca călăul să-i taie ștreangul cât încă era în viață, mulți din mulțime l-au tras de picioare și, ca urmare, Garnet nu a suferit restul grelei sale pedepse. Nu au fost aplauze când călăul a ridicat inima lui Garnet și a spus cuvintele tradiționale: „priviți inima unui trădător”. Capul i-a fost așezat pe un țăruș pe Podul Londrei, dar mulțimile de gură-cască fascinați paloarea chipului au obligat guvernul să-i întoarcă în sus, ca fața să nu se mai vadă.
S-a afirmat că o păpușă de paie însângerată luată de la locul execuției ar purta chipul lui Garnet și a atras curiozitatea publicului. A fost scoasă clandestin din țară și încredințată Societății lui Isus, înainte de a se pierde în timpul Revoluției Franceze.

## Scrieri
Printre scrierile lui Garnet se numără An Apology Against the Defense of Schisme (1593), un atac împotriva papisteriei⁠(d) bisericii, în care îl mustra pe Thomas Bell⁠(d) că ar fi sprijinit luarea ocazională a împărtășaniei de la biserica anglicană. Aceasta a fost urmată de A Treatise of Christian Renunciation (1593), care cuprindea o selecție de citate despre la ce ar trebui catolicii să fie pregătiți să renunțe pentru credința lor, și The Societie of the Rosary (1593–1594) 
Apărarea echivocării⁠(d) a fost publicată în A Treatise of Equivocation (c. 1598), intitulat inițial UA Treatise against lying and fraudulent dissimulation. Echivocarea a fost condamnată de majoritatea contemporanilor săi drept curată minciună, inclusiv de către William Shakespeare, care ar fi putut face referire la Garnet în Macbeth cu următorul citat: „care a făptuit trădări destule în slava lui Dumnezeu, dar n-a putut păcăli cerul”.